# Кербель Лев Юхимович
Кербель Лев Юхимович (рос. Кербель Лев Ефимович, 25 жовтня (7 листопада) 1917, с. Семенівка — 14 серпня 2003, Москва) — радянський скульптор, народний художник СРСР (1977), професор МГХІ імені В. І. Сурікова (1963), член-кореспондент Академії мистецтв СРСР (1962), дійсний член Академії мистецтв СРСР (1975), віцепрезидент Академії мистецтв СРСР (1988, з 1992 — Російської Академії мистецтв), Герой Соціалістичної Праці (1985), лауреат Сталінської першого ступеня (1950) і Ленінської (1961) премій. Член КПРС з 1963.